# Melker Becker
Melker Bernt Becker, född 15 september 1975 i Linköping, är en svensk TV-producent, programledare, författare och föreläsare.
Becker växte upp i Linköping. Efter dramalinjen på Bona folkhögskola utanför Motala och Nordiska folkhögskolan i Kungälv började han på Kultur, samhälle och mediegestaltning vid Linköpings universitet. Mellan 2002 och 2005 var han verksam vid Sveriges Radio P3 som producent och programledare för hårdrocksprogrammet Rundgång samt ett flertal musikdokumentärer tillsammans med Mattias Lindeblad. Under 2006–2008 övergick de till SVT Norrköping med bland annat fortsättningen Rundgång för SVT.
År 2009 blev han en av grundarna av produktionsbolaget Mediabruket i Stockholm, där han fram till 2019 varit producent och programledare för TV-produktioner såsom Hemliga svenska rum, Svenska hemligheter, Kalla krigets fordon, Om kriget kom och För nationens bästa. Han har även producerat flera kulturdokumentärer för SVT, däribland Siewert och sågklingan, Kiss och gitarristen som försvann och Bocksagan – vägen mot undergången.
2019 startade han medieproduktionsbolaget Pannrummet tillsammans Veronica Martinson och Peter Sincic.
Tillsammans med Mattias Lindeblad har han även skrivit två böcker om hårdrock.
2021 och 2022 gav han ut två böcker för Svenskt Militärhistoriskt Bibliotek. 
Tillsammans med Mattias Lindeblad och Ronny Svensson är han återkommande konferencier på Sweden Rock Festival.  